# Sonja Lyttkens
Sonja Lyttkens, née le 26 août 1919 à Stockholm et morte le 18 décembre 2014, est une mathématicienne, féministe et peintre suédoise.
Après avoir obtenu une licence et une maîtrise à l’université d’Uppsala, elle freine ses études pour s’occuper de ses trois enfants. Mais, encouragée par son professeur Arne Beurling, elle reprend ses études et soutient une thèse sur les théorèmes taubériens en 1956. Elle est la deuxième femme à obtenir un doctorat en mathématiques et la première maîtresse de conférences dans cette matière en Suède. Elle dirige le département de mathématiques de l’université d’Uppsala de 1975 à sa retraite, en 1984.
Dans les années 1960, elle milite pour l’abolition de l’imposition commune, qui désavantage les femmes mariées. Elle s’implique fortement pour la cause des femmes, notamment en encourageant les jeunes filles à étudier les mathématiques, et donne des conférences jusque dans les années 1990 pour témoigner de son expérience en tant que femme dans le milieu universitaire.
Aquarelliste dans son temps libre, elle s’adonne pleinement à la peinture à partir de sa retraite. Ses œuvres sont conservées dans les collections nationales suédoises.

## Biographie

### Jeunesse et études
Sonja Marie Louise Lyttkens naît à Stockholm le 26 août 1919. Elle est la fille de la sculptrice Anna Petrus-Lyttkens et de Harald Lyttkens,. Son frère Ejnar, né en 1916, deviendra professeur de statistiques à l’université d’Uppsala. La famille vit à Halmstad, à Karlskrona puis à Kalmar à partir de 1930. En 1937, âgée de 18 ans, Lyttkens hésite à poursuivre une carrière artistique comme sa mère, ou à étudier les mathématiques, pour lesquelles elle se sait douée. Elle opte finalement pour les mathématiques, et s’inscrit à l’université d’Uppsala, où elle obtient une licence en 1939, puis une maîtrise en 1942.
Durant ses années d’études à Uppsala, elle s’implique beaucoup au sein de l’Association des étudiants de Kalmar (en). En 1944, elle est la seconde femme à en devenir kurator (sv), c’est-à-dire la représentante de l’association au sein de l’université. En parallèle de ses études, elle s'intéresse à l’histoire de l’art et à la peinture, et joue au théâtre de l’université, où elle rencontre son futur mari, Åke Nåsander. Ils se marient en 1942 et auront trois enfants. Lyttkens met en pause ses études pendant quelque temps pour s’occuper d’eux.

### Carrière universitaire
Elle est encouragée à poursuivre ses études par son professeur, Arne Beurling. Celui-ci étudie depuis 1938 les théorèmes taubériens, le sujet de la thèse de Lyttkens. Elle soutient sa thèse The remainder in Tauberian theorems en 1956,, dirigée par Beurling et Lennart Carleson. En Suède, elle est la troisième femme à recevoir un diplôme universitaire en mathématiques, après Louise Pétren-Overton (doctorante à l’Université de Lund en 1911) et Ingrid Lindström. Elle devient la première maîtresse de conférence en mathématiques, un poste qu’elle obtient en 1963,,. En 1970, elle devient inspektor (en) de l’Association des étudiants de Kalmar, un équivalent de présidente. Il s’agit de la première femme inspektor de l’université d’Uppsala,. Elle démissionne de sa fonction d’inspektor en 1975 pour prendre la tête du département de mathématiques, jusqu’à sa retraite en 1984.

### Féminisme
Après son divorce en 1950, Lyttkens rencontre Sven Hamrell, lui aussi docteur, qu’elle épouse en 1960 et avec qui elle aura deux enfants. Malgré leur relation, ils hésitent d’abord à se marier compte tenu de l’imposition commune fondée sur les revenus du mari, particulièrement dissuasif pour les femmes diplômées et à hauts revenus, et qui favorise le statut de femme au foyer sans activité professionnelle,. Au cours des années 1960, de plus en plus de femmes diplômées, comme Karin Kock-Lindberg et Alva Reimer Myrdal, remettent en cause le principe de l’imposition commune. Lyttkens est parmi les premières personnes à mettre en lumière les désavantages de ce système pour les femmes. En 1959, elle publie un article pour l’abolition de l’imposition commune dans le journal Dagens Nyheter, et poursuit son combat dans ce sens tout au long des années 1960. Une première réforme, en 1965, permet aux femmes d’être imposées séparément de leurs maris si elles le souhaitent, et l’imposition séparée est entièrement mise en place en 1971.
Au cours de sa carrière et au-delà, Lyttkens s'implique dans l'amélioration des conditions des femmes dans le monde universitaire. Le 25 novembre 1962, elle publie dans le Svenska Dagbladet une biographie de Sofia Kovalevskaïa, mathématicienne et première professeure en Suède. Dans les années 1990, elle donne des conférences pour le collectif de mathématiciennes Kvinnor och matematik (Femmes et mathématiques), en partageant sa propre expérience. Elle participe aussi au film Formler och fantasi (Formules et imagination), produit pour encourager les jeunes filles à poursuivre des études en mathématiques.

### Art
Aquarelliste, Lyttkens peint tout au long de sa vie, mais c’est après avoir pris sa retraite en 1984 qu’elle s’adonne sérieusement à la peinture. Elle participe à plusieurs expositions et plusieurs de ses œuvres sont conservées dans les collections nationales suédoises (sv).

## Publications
- (en) « The remainder in Tauberian theorems », Arkiv för Matematik, vol. 2,‎ 1954 (lire en ligne)
- (en) « The remainder in Tauberian theorems II », Arkiv för Matematik, vol. 3,‎ 1957 (lire en ligne)
- (sv) « Kvinna i matematikens värld » [« Une femme dans le monde des mathématiques »], Svenska Dagbladet,‎ 25 novembre 1962 (lire en ligne)
- (en) « General Tauberian Remainder Theorems », MATHEMATICA SCANDINAVICA, vol. 35,‎ 1974 (lire en ligne)
- (en) « An application of a general Tauberian remainder theorem », Arkiv för Matematik, vol. 13,‎ 1975 (lire en ligne)
- (en) « General Tauberian theorems in Rd connected with a theorem of Korenblum », MATHEMATICA SCANDINAVICA, vol. 59,‎ 1986 (lire en ligne)